# Харар
Харар (хар. и амх.: ሐረር; сом. Adari) је град на истоку Етиопије, који уједно има статус региона. Град се налази на надморској висини од 1.483 метра. 
Харар је 2008. имао 131.000 становника, док је у региону живело 209.000 људи. Народ Оромо чини 52,3% становништва, народ Амхара 32,6%, народ Харари 7,1%. Харари језик је званични језик региона. Што се тиче вероисповести, 60,3% становништва су муслимани, 38,2% православни хришћани. 
Утврђени град Харар је на листи Светске баштине УНЕСКО од 2006. Са своје 82 џамије сматра се четвртим најзначајнијим градом ислама. 
Харар је чувен по истоименој врсти кафе. 

## Историја
Харар је основан између 7. и 11. века. Постао је центар исламске вере и културе на Рогу Африке. Емир Нур ибн Муџахид саградио је четири метра високе градске зидине у 16. веку. Овај зид (познат као Џугол) сачувао се до данас и симбол је града. Харар је у 16. веку доживео златно доба. Тада су ту живели многи песници, а цветала је производња кафе и занатство. Град је био независтан до 1875. када га је покорио Египат. У ово време у Харару је живео песник Артур Рембо коме је данас посвећен музеј. Етиопски цар Менелик II заузео је овај град 1887. 
Харар је изгубио нешто од трговачког значаја изградњом пруге Џибути-Адис Абеба која је заобишла град. Добитник је био град Дире Дава основан 1902. као „Нови Харар“. 

## Галерија
- Џамија у Харару
- Улица и градски балкони
- Старац на улици Харара